# Cécile de Jong

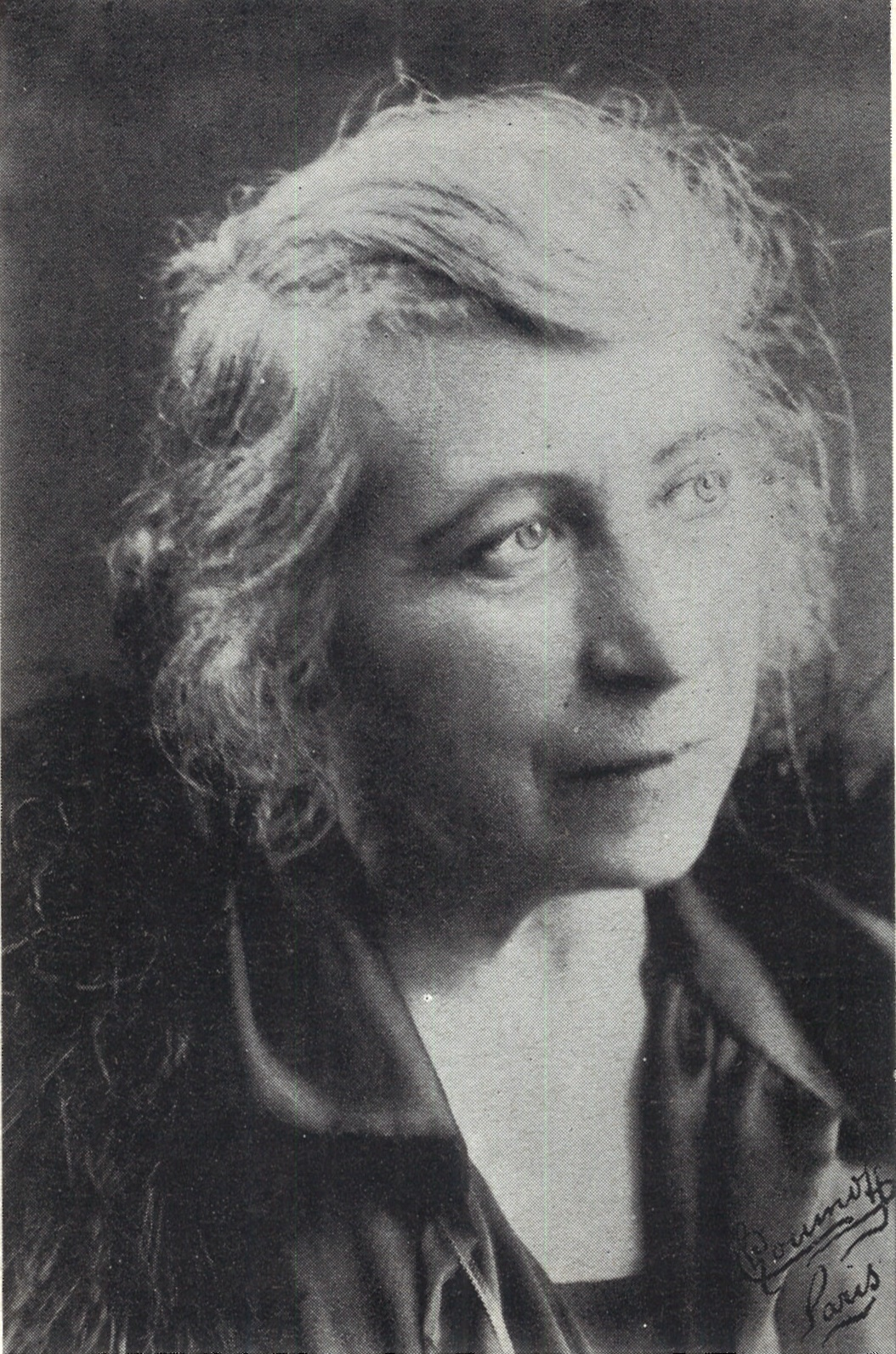
Cécile de Jong van Beek en Donk (1923)

Jkvr. Cécile Wilhelmina Elisabeth Jeanne Petronella de Jong van Beek en Donk (* 19. Mai 1866 in Alkmaar; † 5. Juni 1944 in Méréville (Essonne)) war eine niederländische Schriftstellerin und Feministin.

## Privates

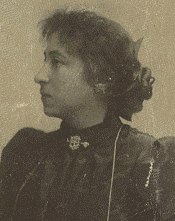
Cécile de Jong (1895)

Cécile de Jong wurde 1866 als zweites von drei Kindern des Anwalts Johan Jan François de Jong van Beek en Donk und Anna Cécile Wilhelmine Jeanne Jacqueline Nahuys geboren. Die Familie gehörte dem untitulierten Adel an. Am 25. August 1890 heiratete sie Adriaan Eliza Goekoop. Die Ehe blieb kinderlos und wurde 1899 wieder geschieden, was zu einem Bruch mit ihrer Familie führte.
1900 wanderte sie nach Frankreich aus. In Paris heiratete sie 1904 Michel Frenkel, 1905 kam ihr Sohn Pierre-Michel zur Welt. Sie starb während der Befreiung Frankreichs zum Ende des Zweiten Weltkriegs unter ungeklärten Umständen 1944 in Méréville im Département Essonne, ohne dass davon in ihrer Heimat Notiz genommen worden wäre.

## Aktivismus
Seit den 1890er Jahren engagierte sich Cécile de Jong als Tierschützerin, nachdem sie in den USA gesehen hatte, wie Strauße wegen ihrer Federn geschlachtet wurden. Zusammen mit mehreren anderen adligen Damen kämpfte sie als Mitglied der Association for Combating Horrible Fashion gegen die Verwendung von Vogelfedern zur Verzierung von Hüten und Kleidern. Dieser Verein und sie selbst waren 1899 stark an der Gründung des noch heute bestehenden Vogelbescherming Nederland beteiligt, zu dessen Ehrenpräsidentin sie nach der Gründung ernannt wurde.

Die Mitarbeiter der Nationale Tentoonstelling van Vrouwenarbeid (1898)

Auch im sozialen Bereich war de Jong tätig. Sie organisierte die Nationale Tentoonstelling van Vrouwenarbeid (Nationale Ausstellung für Frauenarbeit), die sich mit der Situation in Niederländisch-Ostindien (dem heutigen Indonesien) auseinandersetzte. Ihr erster Ehemann Adriaan Goekoop unterstützte 1898 Cécile bei ihrer Arbeit als Präsidentin der Ausstellung, indem er die Finanzierung absicherte und das Gelände zur Verfügung stellte, auf dem die Ausstellung stattfand. Die Organisation der Ausstellung stellte jedoch eine gewaltige Belastung ihrer Ehe dar.

## Schriftstellertätigkeit
De Jongs Karriere als Schriftstellerin begann 1897 mit der Veröffentlichung von An de vrouwen van Nederlandsch Oost-Indië, in dem sie ihre Eindrücke und Ansichten darstellte. Die Resonanz war eher gering. Das änderte sich mit ihrem nächsten Buch Hilda van Suylenburg (1897), das in den Niederlanden und im Ausland sehr erfolgreich war. Dieser Roman löste aber auch viele Kontroversen aus. Der Roman erzählt die Geschichte der ersten (fiktiven) Anwältin in den Niederlanden und handelt davon, wie Frauen ein unabhängiges, sinnvolles Leben aufbauen können, ohne auf andere angewiesen zu sein. Außerdem plädierte der Roman für Ehen nur dann, wenn sie auf Gleichheit und Liebe gründen.
Ihr zweiter Roman Lilia (1907) handelt von einer unverheirateten Frau, die schwanger wird. Auch wenn es positive Kritiken gab, reichte der Erfolg damit und auch mit den folgenden Büchern nicht an Hilda heran.

## Rezeption
Cécile de Jong zählt zu den bekanntesten und einflussreichsten feministischen Autorinnen in den Niederlanden um 1900.

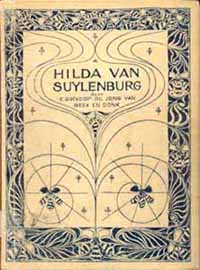
Hilda van Suylenburg von 1897

Über die beiden berühmtesten Werke de Jongs, Hilda van Suylenberg und Lilia, ist viel geschrieben worden. Die Meinungen über Hilda sind geteilt. Der Roman wird als Tendenzroman beschrieben, in dem alle feministischen Ideen des Fin de Siècle diskutiert werden. Durch dieses Pamphlet in Romanform gelangte das Buch an das gewünschte Publikum, nämlich Frauen aus dem Bürgertum, wofür der Roman jedoch auch kritisiert wurde, weil er den Frauen aus der Unterschicht keine Stimme gebe.
Der Roman wurde dafür gelobt, dass mit Hilda ein Vorbild für Frauen geschaffen wurde, das als möglich darstellte, eine Karriere als Anwältin mit einer guten Ehe und Mutterschaft zu verbinden, und zeigte, wie ein sinnerfüllter Lebensweg für Mädchen aussehen könne. Margaretha Meijboom (1856–1927) drückte ihre Begeisterung so aus: „Jetzt gab es Worte und Formen – kraftvoll und eindrucksvoll! – für das, was unbewusst in den Herzen so vieler Frauen lebte und zu kämpfen hatte“. Und sie nannte es „den Funken im Schießpulver“. Der Roman gilt als meistgelesener und meistbesprochener niederländischer Roman des Fin de Siècle.
Der Literaturkritiker Henri Smissaert (1908) warf de Jongs zweitem Roman Lilia vor, zu viel unmoralisches Verhalten darzustellen und keine Gegenperspektive zu diesem Verhalten anzubieten. Außerdem beklagte er, dass die Protagonistin sich nicht für ihr unmoralisches Verhalten und ihr uneheliches Kind schäme. Lilias freie Liebe müsse als Untergang der Moral angesehen werden. Die Autorin Anna de Savornin Lohman argumentierte 1907, dass es schlecht sei, freie Liebe auszuleben, weil eine Veränderung der Moral nicht zur Befreiung der Frauen führen würde. Lilia verhalte sich egoistisch, weil sie nur an sich selbst und nicht an ihr Kind denke, das mit der Belastung leben müsse, die Lilia ihm als Ausgestoßenem hinterlassen habe.

## Veröffentlichungen (Auswahl)
- Aan de vrouwen van Nederlandsch Oost-Indië, Vereeniging Nationale Tentoonstelling van Vrouwenarbeid, Groningen (1897)
- Hilda van Suylenberg, Scheltema & Holkema, Amsterdam (1897)
- Lilia, Scheltema & Holkema, Amsterdam (1907)
- De geschiedenis eener bom, Maatschappij voor Goede en Goedkoope Lectuur, Amsterdam (1912)
- La Marchande de cierges (1929); Bij de waskaarsen, Uitgeverij Paul Brand, Hilversum, (1930)